# Международный конкурс виолончелистов Мстислава Ростроповича
Международный конкурс виолончелистов Мстислава Ростроповича (фр. Concours de violoncelle Rostropovitch) — конкурс академических виолончелистов, проходящий в Париже с 1977 года по инициативе Мстислава Ростроповича. До 2005 года руководителем конкурса был сам Ростропович. В 2009 году конкурс впервые прошёл как конкурс имени Ростроповича, его президентом был композитор Кшиштоф Пендерецкий.
В жюри в разные годы участвовали выдающиеся музыканты современности: композиторы Лучано Берио, Анри Дютийо, Яннис Ксенакис, Витольд Лютославский, Родион Щедрин, виолончелисты Пьер Фурнье, Андре Наварра, Леонард Роуз, Людвиг Хёльшер, Наталья Гутман, Давид Герингас. К каждому конкурсу заказывалось новое обязательное сочинение для виолончели соло: их писали Ксенакис (1977), Жильбер Ами (1981), Кшиштоф Пендерецкий (1986), Щедрин (1990), Альфред Шнитке (1994), Кайя Саариахо («Spins and Spells», 1997), Марко Строппа (2001), Франгиз Али-заде (2005), Эрик Танги (2009).

## Лауреаты
| 1977 | Луис Кларет (Испания) и Фредерик Лодеон (Франция)  |
| 1981 | Мария Клигель (Германия)                           |
| 1986 | Гари Хофман (США) (вторая премия — Густав Ривинус) |
| 1990 | Венди Уорнер (США) (вторая премия — Колин Карр)    |
| 1994 | Чан Хан На (Южная Корея)                           |
| 1997 | Энрико Диндо (Италия)                              |
| 2001 | Татьяна Васильева (Россия)                         |
| 2005 | Мари Элизабет Хеккер (Германия)                    |
| 2009 | Даи Мията (Япония)                                 |